# 碧天秋思
〈碧天秋思〉，古琴曲。據傳為汉蔡邕所作。

## 相关琴谱
《自远堂琴谱》、《琴书千古》、《天闻阁琴谱》、《蘭田馆琴谱》、《蕉庵琴谱》等琴谱中都辑录了此曲。

## 解題
《天闻阁琴曲》：「琴史，蔡邕所作。其音悽切淸婉，賦景寫懷，若有不勝感惻者。」